# Jesús Altuna Etxabe
Jesús Altuna Etxabe (Berastegi, 1932) és un antropòleg i arqueòleg basc.
Va estudiar Filosofia i Teologia als seminaris de Vitòria i Sant Sebastià, i Ciències Biològiques a la Universitat de Madrid.
Com a antropòleg ha col·laborat en excavacions arqueològiques dirigides per altres arqueòlegs a la zona cantàbrica, en particular José Miguel de Barandiarán al País Basc, entre 1960 i 1972. També va participar en excavacions arqueològiques a la Nubia sudanesa sota l'encàrrec de la UNESCO. Ha sigut director d'excavacions arqueològiques des de 1973, especialment al País Basc.
Va ser catedràtic de l'Institut José María Usandizaga d'Ensenyament Mitjà de Sant Sebastià. En 1980 es va incorporar a la Universitat del País Basc, on va ser catedràtic de Didàctica de les Ciències Experimentals fins a 2002, quan es va jubilar. Les seves àrees principals de recerca i treball són l'arqueozoologia de jaciments prehistòrics, l'art paleolític i la protecció del patrimoni arqueològic.
Des de 1960 va desenvolupar les seues recerques en el Departament de Prehistòria de la Societat de Ciències Aranzadi, de la qual va arribar a ser president, director del seu Departament de Prehistòria i de la revista Munibe Antropologia-Arkeologia.
És membre del Comitè d'Honor del ICAZ (International Council for Archaeozoology).